# Heimatmuseum Bützow
Das Heimatmuseum Bützow ist ein Museum für Ortsgeschichte in der Stadt Bützow im Landkreis Rostock in Mecklenburg. Das Museum wurde 1929 gegründet. Seit dem Jahr 2000 hat es seinen Sitz im denkmalgeschützten sogenannten Krummen Haus.

## Geschichte

### Anfänge 1927
Als „De Plattdütsche Heimatverein för Bützow un Ümgägend“ 1927 die Vorbereitungen für das Gedenken des 700-jährigen Bestehens der Stadt anbahnte, beschloss er gleichzeitig, ein Heimatmuseum zu begründen. Dieses sollte wertvolle und charakteristische Erzeugnisse der Vergangenheit sammeln und in angemessenem Zusammenhang aufstellen, um eine Vorstellung von den Lebensverhältnissen früherer Zeit zu vermitteln.

### Gründung 1929

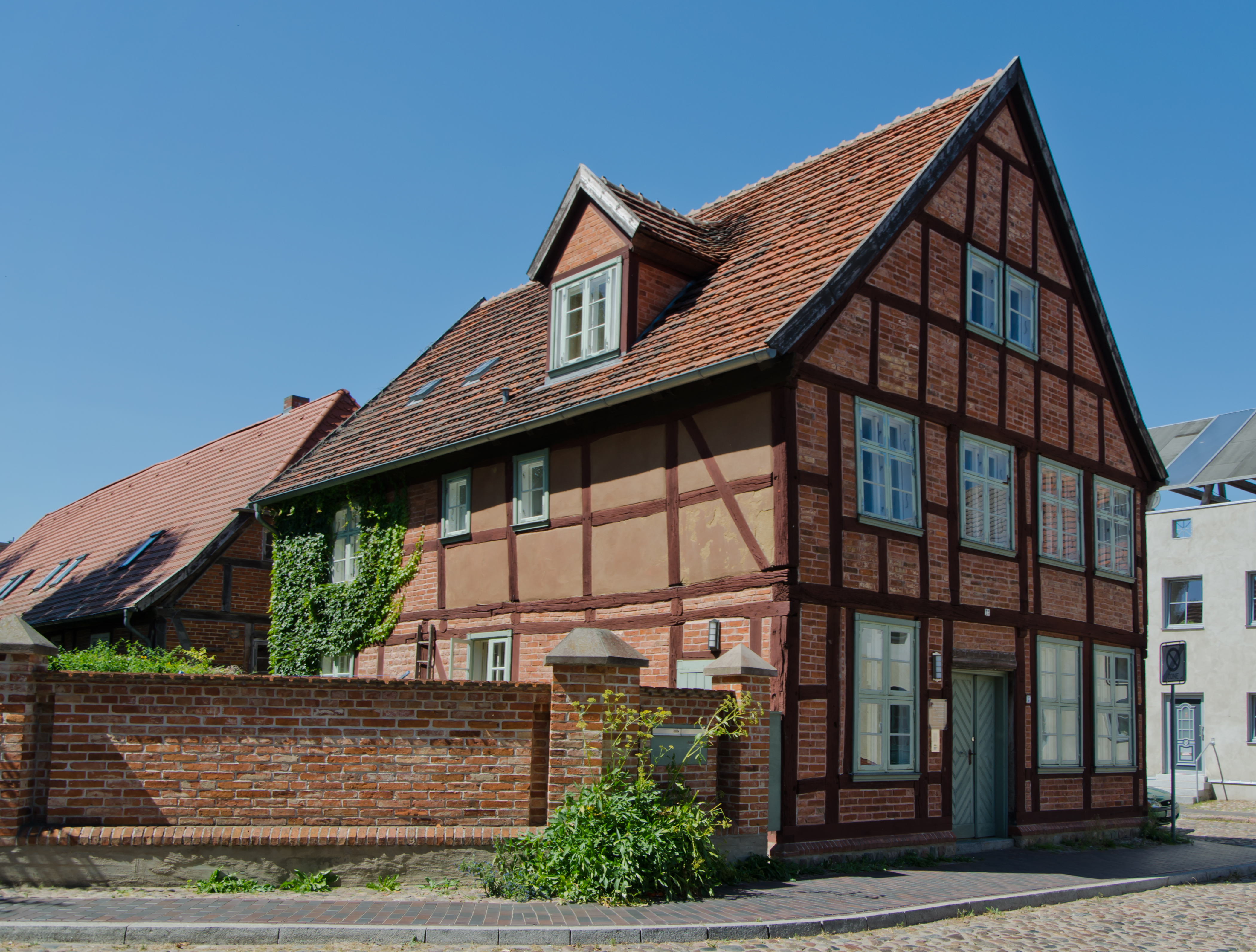
Kirchenstraße 13

Kurz nach der Jubiläumsfeier 1929 wurde in zwei von der Kirchenökonomie gemieteten Räumen im Obergeschoss des ehemaligen Küsterhauses Kirchenstraße 13 das Museum eröffnet. Einige landwirtschaftliche Geräte, wie Brake, Dreschflegel und Hechel, die von Schülern des Realgymnasiums geschenkt wurden, waren die Grundlage der Sammlungen. Dazu kamen Schenkungen von vorgeschichtlichen und frühmittelalterlichen Bodenfunden, nur einige besonders bedeutsame Gegenstände wurden angekauft. Die wissenschaftliche Leitung übernahm Studienrat Hans Wilhelm Barnewitz ehrenamtlich, da er sich schon im Studium eingehend mit Museumsfragen beschäftigt hatte. Die Stadtverwaltung bewilligte nach einjährigem Bestehen die Kosten für Miete. Dazu gewährte sie einen Zuschuss für Anschaffungen und Erhaltung. Im Allgemeinen war das Museum einmal im Monat zur Besichtigung geöffnet. Außerhalb dieser Zeiten fanden auf Wunsch Führungen statt.
Im Oktober 1931 schloss sich das Museum dem neugegründeten Verband der mecklenburgischen Heimatmuseen an. Auswärtige Museumsfachleute und Wissenschaftler besuchten gelegentlich Bützow, so auch Richard Wossidlo.
Das Jahr 1933 brachte neuen Zuwachs der Sammlung. Die Freimaurerloge Urania zur Eintracht spendete Einrichtungsgegenstände und 4 Ölbilder, die Clubgesellschaft wertvolle Bücher. Die Lade verschiedener Handwerksämter, die Bäckerinnung spendete ihr wertvolles Zunftzinn als Leihgabe. Auch die Lade von zwei alten Sterbekassen wurden übergeben. „De Plattdütsche Heimatverein“ unterlag 1933 der Gleichschaltung, sein Eigentum ging stillschweigend auf die Stadt über. Ende der 1930er Jahre quollen die Räume von Ausstellungsgut über. Es wurde überlegt, ob ein Zusammenschluss mit einer auswärtigen Sammlung zu einem Kreismuseum stattfinden müsse.

### Umzug und Neueröffnung 1948
Nach Kriegsende ergab sich, dass auch durch Buntmetallsammlungen kaum Verluste eingetreten waren. Bald sprach die neue Landesverwaltung den Wunsch aus, dass die Pflege der heimischen Werte auch durch die Neueröffnung der Museen gefördert würde. Kaufmann Gustav Schröder, hatte sein Interesse für das Heimatmuseum 1946 schon dadurch bekundet, dass er ein Kapital von 40.000 Mark für Museumszwecke und den eventuellen Ankauf eines geeigneten Hauses zur Verfügung stellte. 1948 kaufte Mäzen Schröder in der Wilhelmstraße das ehemalige Fabrikgrundstück der enteigneten Barometerfabrik H.C. Kröplin, er stellte einen Saal und ein Zimmer im zweiten Stock des Hofgebäudes mietfrei auf fünf Jahre dem Museum zur Verfügung, ließ die Räume auf seine Kosten renovieren und stattete sie mit einem Dutzend Vitrinen aus. Als Dauerleihgabe erhielt das Museum von ihm eine Schmetterlingssammlung. Am 12. Dezember 1948 fand die feierliche Neueröffnung statt. Nach Ansprachen von Hans Wilhelm Barnewitz und Gustav Schröder vor Vertretern des Kreises, der Stadtverwaltung, Parteien und Massenorganisationen übernahm Stadtrat Enoch Prohl das Museum in den Schutz der Stadt Bützow und sicherte eine weitgehende Förderung zu. 
Ironie der Geschichte: Gustav Schröder, war Besitzer einer Likörfabrik, des Bützower Lichtspielhauses, eines Busunternehmens und eines Zigarren- und Spirituosenladens in der Langen Straße. Er wurde 1952 als privater Besitzer von Produktionsmitteln Zielscheibe der jungen Republik, die den Aufbau des Sozialismus proklamiert hatte. Angebliche Steuerschulden führten wie bei der „Aktion Rose“ zur Pfändung seines Vermögens. Der auf diese Art Enteignete setzte sich in den Westen ab. Zur Masse gehörte auch seine Schmetterlingssammlung. Das Finanzamt bot dem Bützower Heimatmuseum die Sammlung zum Kauf an, und für 1400 Mark wurde sie aus der Spende Gustav Schröders finanziert. „Es war uns eine besondere Freude und Ehre, unserem Förderer auf diese Weise unseren Dank abstatten zu können“, schrieb später Barnewitz in seinen Erinnerungen.
Die Sammlung, wohl eine der bedeutendsten ihrer Art in der DDR umfasste Schmetterlinge aller Art aus aller Welt, dazu Käfer und Insekten. Sie füllte fünf stattliche Sammelschränke. Dazu gehörte eine Fachbücherei, die u. a. das vielbändige Standwerk Die Schmetterlinge der Erde von Adalbert Seitz enthielt. Es konnte gleichzeitig ein weiteres Zimmer in Benutzung genommen werden. Das Grundstück ging zunächst auch in den Besitz des Finanzamts über, später wurde es der Stadt übereignet. In dem neuen Zimmer, das auch Dienst eines Magazins leistete, war auch eine Bücherei zur mecklenburgischen Geschichte untergebracht, gespendet von der Geschwister-Scholl-Oberschule. Zu den Neuerwerbungen gehörten auch eine Sammlung von alten Stammbüchern und anderen Familienüberlieferungen, gespendet von Lotte Klemm. Es wurden auch von dem Bützower Wappenmaler Otto Saatzer Tafeln mit den Wappen der Städte des Kreises anfertigt.

### Umzug 1966

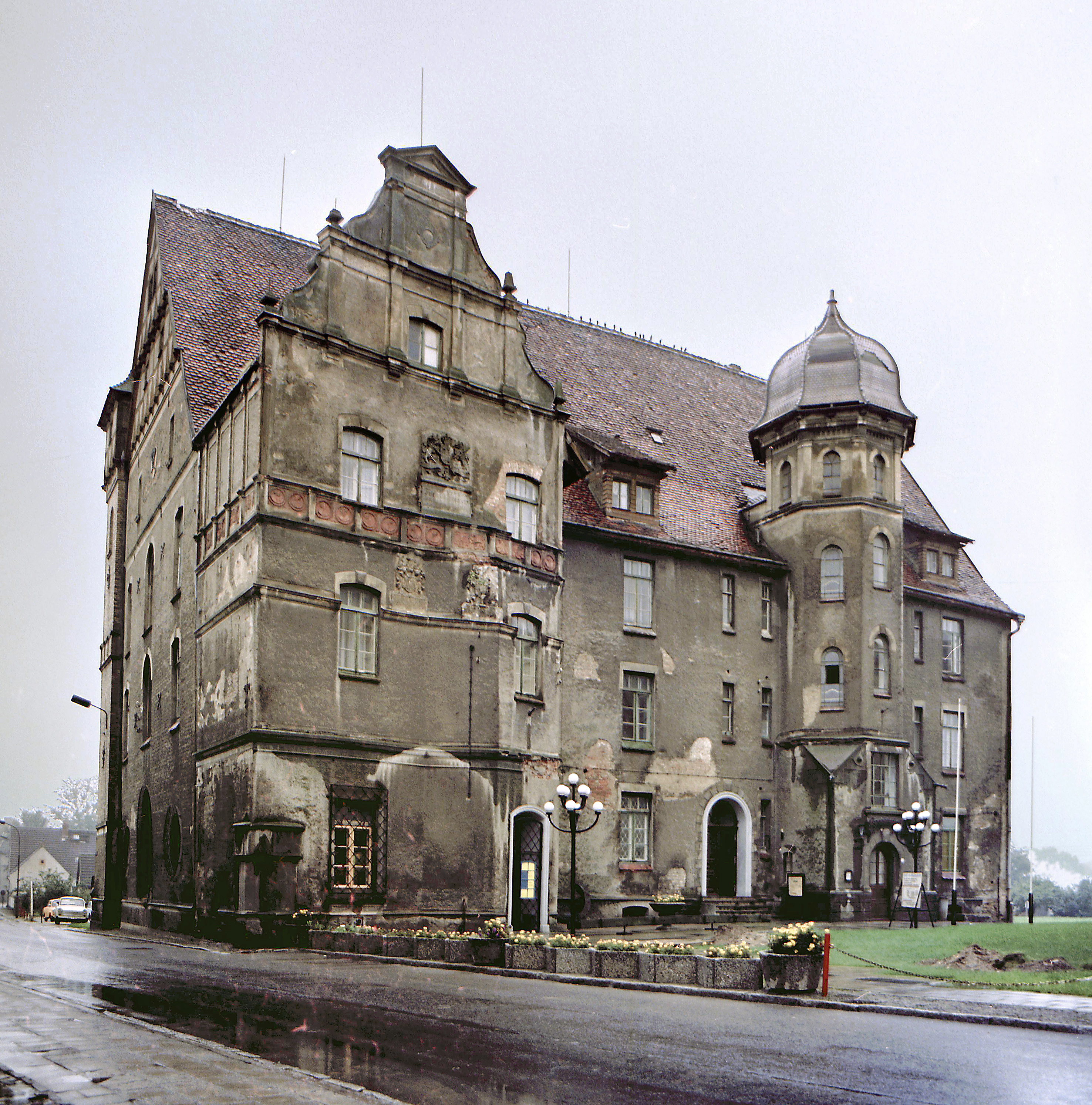
Kreismuseum im Schloss

Ab 1966 beherbergte die Schlosseigene gotische Kapelle der ehemaligen Bischofsburg das Heimatmuseum, später noch in die ersten und zweiten Etage. Zu den beeindruckenden Exponaten gehört die in Mecklenburg älteste Knochenharpune. Sie belegt, dass vor 14.000 Jahren nomadisierende Rentierjäger durch die heutige Bützower Region gezogen sind. Ein besonderes Exponat ist der mittelalterliche Einbaum, der 1984 aus dem Boitiner See geborgen wurde und Zeugnis von der Kultur der Wenden gibt. Im Museum befinden sich die einzig erhaltene Landtagsuniform aus der Mitte des 19. Jahrhunderts und die teilweise original erhaltene Zepeliner Tracht. Darüber hinaus wird ein Hochrad von 1880 gezeigt.
Das Museum verfügt über eine Bibliothek, die sich aus Platzgründen im Magazin befindet ebenso wie eine Medizinsammlung.

### Das Heimatmuseum als Lebenswerk von Hans Wilhelm Barnewitz
Das Heimatmuseum Bützow, dessen wissenschaftliche Leitung der Heimatforscher Hans Wilhelm Barnewitz bei der Museumsgründung 1929 übernommen hatte, gilt als sein Lebenswerk. Er war darüber aufgebracht, wie mit dem Museumsgut gelegentlich verfahren wurde. 1966 wurden beim Umzug in das Schloss Bützow Inventarlisten neu geschrieben und es herrschte kein Interesse an verschollenem Museumsgut. So gelten seit 1977 wertvolle historische Ölbilder als verschollen. Nach dem Tod von Barnewitz 1968 war die Schmetterlingssammlung des Heimatmuseums nicht mehr vorhanden. Sie wurde Anfang der 1990er Jahre im Naturmuseum in Goldberg gefunden, wo sie 1969 erstmals gezeigt wurde.

### Umzug 1999
Nach Umzug des Museums ins Krumme Haus wurden keine Erweiterungen an der historischen Ausstellung getätigt, zumal aus ökonomischen Zwängen dort zwei städtische Einrichtungen untergebracht sind. Aufgearbeitet und dargestellt werden müssten u. a. solche bedeutende Kapitel der Stadt- und Regionalgeschichte wie:
- Bützow als Bischofssitz
- Stiftsland Bützow
- Die Hugenotten von Bützow
- Der Gänsekrieg von 1794
- Großherzogliches Criminal-Collegium zu Bützow[1]

## Sieh auch
- Liste der Museen in Mecklenburg-Vorpommern